# Григорий (Беневенто)
Вижте пояснителната страница за други личности с името Григорий.
Григорий (на латински: Gregorius; † 739/740) е херцог на Беневенто между 733 – 740 г.

## Биография
Той е племенник на лангобардския крал Лиутпранд.
Григорий първо е херцог на Клузиум. През 732 г. Лиутпранд го жени за Гизелперга и през 733 г. го поставя за dux на Беневенто на мястото на смъкнатия узурпатор Аделайз и взема Гизулф II, който е още малко дете, при себе си в Павия и го отглежда като свой син.
След смъртта на Григорий на трона го последва Годескалк.